# Щури (Великопольське воєводство)
Щури (пол. Szczury) — село в Польщі, у гміні Острув-Велькопольський Островського повіту Великопольського воєводства. Населення — 548 осіб (2011).

## Демографія
Демографічна структура станом на 31 березня 2011 року:
|          | Загалом | Допрацездатний вік | Працездатний вік | Постпрацездатний вік |
| -------- | ------- | ------------------ | ---------------- | -------------------- |
| Чоловіки | 267     | 67                 | 174              | 26                   |
| Жінки    | 281     | 55                 | 168              | 58                   |
| Разом    | 548     | 122                | 342              | 84                   |